# Arenga distincta
Arenga distincta är en enhjärtbladig växtart som beskrevs av Mogea. Arenga distincta ingår i släktet Arenga och familjen Arecaceae. Inga underarter finns listade i Catalogue of Life.